# 1-й Её Величества драгунский гвардейский полк
1-й Её Величества драгунский гвардейский полк (англ. 1st The Queen's Dragoon Guards (QDG)) — тактическое формирование Королевского бронетанкового корпуса Британской армии. Прозванный Валлийской кавалерией (The Welsh Cavalry), полк набирает рекрутов из Уэльса и граничащих с ним английских графств Чешир, Херефордшир и Шропшир и является старшим кавалерийским полком и, следовательно, старшим линейным полком Британской армии.

## История
Нынешний полк был сформирован в 1959 году путём объединения 1-го Его Величества драгунского гвардейского полка (1st King’s Dragoon Guards) (созданного в 1685 году сэром Джоном Ланье как Ланьерский или 2-й Её Величества конный полк (2nd Queen’s Regiment of Horse) в ответ на восстание Монмута) и 2-го драгунского гвардейского полка (Её Величества гнедые) (2nd Dragoon Guards (Queen’s Bays)) (созданного в 1685 году графом Питерборо как Питерборовский или 3-й конный полк (3rd Regiment of Horse), также в ответ на восстание Монмута).
Бо́льшую часть своей истории полк базировался в Западной Германии. Он служил во время аденского кризиса в 1966 и 1967 годах, и в это время его эскадроны были разбросаны по всему Ближнему Востоку. Возможно, самым известным участником в 1970-х годах был капитан Марк Филлипс, бывший муж принцессы Анны: они поженились в 1973 году.
В 1983 году полк был развёрнут в Ливане в поддержку Многонациональных сил, в 1990 году он был направлен на Ближний Восток для участия в войне в Персидском заливе, а в 1996 году он был развёрнут в Боснии в составе миротворческих сил НАТО во время югославских войн.
В 2003 году полк участвовал во вторжении в Ирак, обеспечивая разведку и поддержку лёгкой бронетехникой, необходимую для продвижения 3-й бригады СпН на север к Басре. По возвращении из Ирака в 2005 году бригадир Роуз из 3-й бригады СпН КМП подарил полку кинжал коммандос в знак признания превосходных отношений между эскадроном C и Королевской морской пехотой во время освобождения Ирака. Следует отметить, что этот эскадрон отличился тем, что провёл один из самых длительных периодов постоянного контакта со врагом в течение 20 дней или около того во время этой операции. В 2006 году QDG снова был развернут в Ираке в операции Telic 8 и наблюдал за успешной передачей провинции Мутанна обратно под контроль правительства Ирака.
В конце 2007 года полк покинул Оснабрюк и переехал в казармы Демпси, деревня Зеннелагер в городской черте Падерборна где они проходили подготовку к шестимесячной отправке в Афганистан в составе 3-й бригады СпН КМП. Здесь они выполняли различные фронтовые задачи по всей провинции Гильменд. QDG были первым разведывательным полком, развёрнутым в Гильменде в качестве группы разведки, наблюдения и определения целей (ISTAR Gp) в ходе операции «HERRICK 15» в 2011 году. ISTAR Gp состоял из штабного эскадрона, эскадрона «C», эскадрона «D» QRH, разведывательной роты, батареи K 5-го полка Королевской артиллерии и батареи № 11 беспилотных летательных аппаратов, при этом эскадрон «B» первоначально была выделена в состав датской боевой группы, но присоединилась к остальной части полка ближе к концу командировки.
31 июля 2009 года полк отпраздновал своё пятидесятилетие церемонией в замке Кардифф и парадом по улицам Кардиффа, на которых присутствовал главнокомандующий полковник принц Уэльский. Полк получил большой отклик от жителей Кардиффа. В том же году подразделение также было награждено орденом Свободы города Суонси.
В 2012 году полк был призван обеспечивать безопасность Олимпийских игр 2012 года в Лондоне, с эскадронами сосредоточенными на поддержке пляжного волейбола и обеспечивать безопасность олимпийской деревни. В мае того же года появились предположения, что подразделение станет жертвой сокращения оборонного бюджета. Поскольку это был один из трёх полков, в который исторически до сих пор в основном набираются новобранцы из Уэльса, валлийская общественность оказала большую поддержку сохранению QDG. Однако официальные лица Министерства обороны объявили, что никакого такого плана составлено не было.
В рамках планов армии на 2020 год большинство подразделений, базирующихся в Германии, вернулись в Великобританию, а QDG в июне 2015 года переехал в казармы Робертсона, Суонтон-Морли, Норфолк. Он переформировался в «лёгкую кавалерию», перейдя на бронеавтомобили Jackal.
В 2014 году полк участвовал в последнем британском боевом развёртывании в провинции Гильменд в рамках операции «Херрик 20». Штаб боевой группы работал бок о бок с высшим руководством 3/215-й бригады ВС Исламской Республики Афганистан. Эскадрон «А» работал с афганской армией, чтобы развить возможности и профессионализм последней в плане подготовки. Эскадрон «Б» сформировал группу связи афганских национальных сил безопасности, патрулирующую передовые оперативные базы в южной части провинции Гильменд. Эскадрон «С» занимался разведывательными функциями.
В 2018 году QDG провёл две поездки в Польшу в рамках операции «Кабрит» (Cabrit), предоставив силы усиленного передового присутствия для защиты и заверения государств — членов НАТО в Центральной и Северной Европе на восточном фланге НАТО.
В рамках программы «Солдат будущего» полк останется в роли лёгкой кавалерии, но переедет в деревню Каерент (Caerwent) в графстве Монмутшир «не раньше» 2027 года. В 2022 году полк должен быть переподчинён неизвестному формированию и переформирован к июню 2024 года.

## Роль

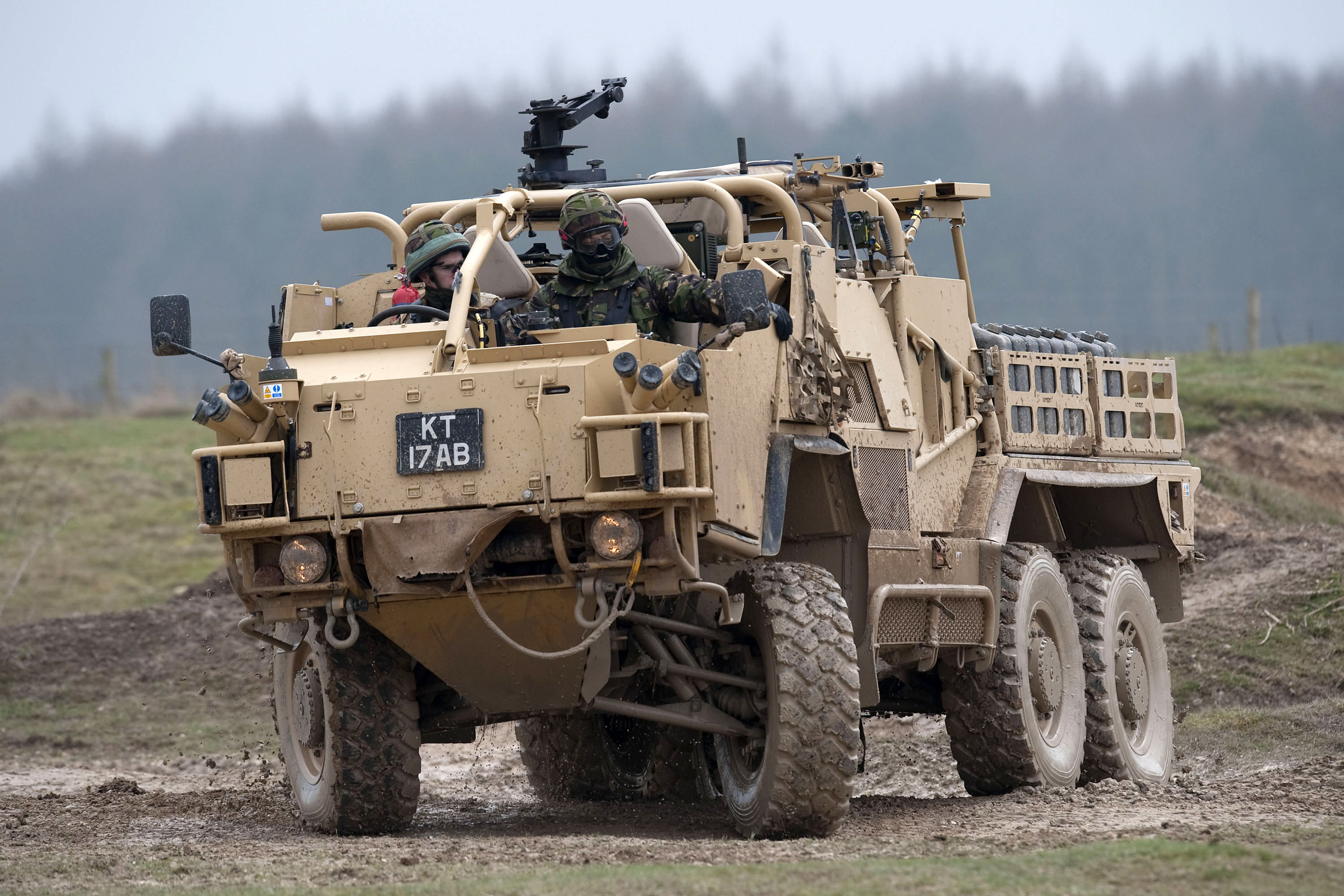
Члены 1-го Её Величества драгунского гвардейского полка проходят обучение управлению бронеавтомобилем Coyote.

Полк действует в роли лёгкой кавалерии и оснащён боевыми бронированными машинами Jackal 2.

## Полковой музей
Коллекция полка выставлена в музее «Огневая линия: музей валлийского солдата „Кардиффский замок“» (Firing Line: Cardiff Castle Museum of the Welsh Soldier).

## Униформа, значок и марш
В 1896 году австрийский император Франц Иосиф I был назначен главнокомандующим 1-м Его Величества драгунским гвардейским полком (1st King’s Dragoon Guards) и разрешил полку носить австрийский императорский герб, который до сих пор используется в качестве значка полка на кепи; значок на воротнике — это значок 2-го драгунского полка (Её Величества гнедые) (2nd Dragoon Guards (Queen’s Bays)). Также полк перенял австрийский военный марш Радецкого в качестве быстрого марша. Текущие полковые марши: Марш Радецкого и Ржавые пряжки (Rusty Buckles), последний из которых являлся полковым маршем 2-го драгунского полка (Её Величества гнедые). Другие элементы униформы опираются на двойное наследие полка: так, в то время как кепи 1-го Его Величества драгунского гвардейского полка (с тёмно-синей бархатной полосой и кантом) носилась, брюки имели характерную широкую белую полоску Её Величества гнедых.
Парадная форма до сих пор надевается некоторыми в торжественных случаях: туника 1-го Его Величества драгунского гвардейского полка (алая с синей бархатной отделкой) сочетается с комбинезоном Её Величества гнедых в белую полоску. Латунный кавалерийский шлем 1-го Его Величества драгунского гвардейского полка с красным плюмажем также носят вместе с поясными сумками и другим снаряжением.
В 1-й Её Величества драгунский гвардейский полк младшие капралы носят два шеврона, капралы носят два шеврона, увенчанных значком ранга, состоящим из эмблемы залива, который носят все старшие сержанты. Сержанты-квартирмейстеры эскадронов носят четыре шеврона со значком ранга, все они увенчаны короной.

## Старшинство
| Старший полк Королевские и Синие | Кавалерийский порядок старшинства | Младший полк Королевский шотландский драгунский гвардейский полк |

## Галерея

Бойцы QDG на бронеавтомобилях Supacat HMT600 Coyote в учебном центре Форт-Ирвин, 10 октября 2016
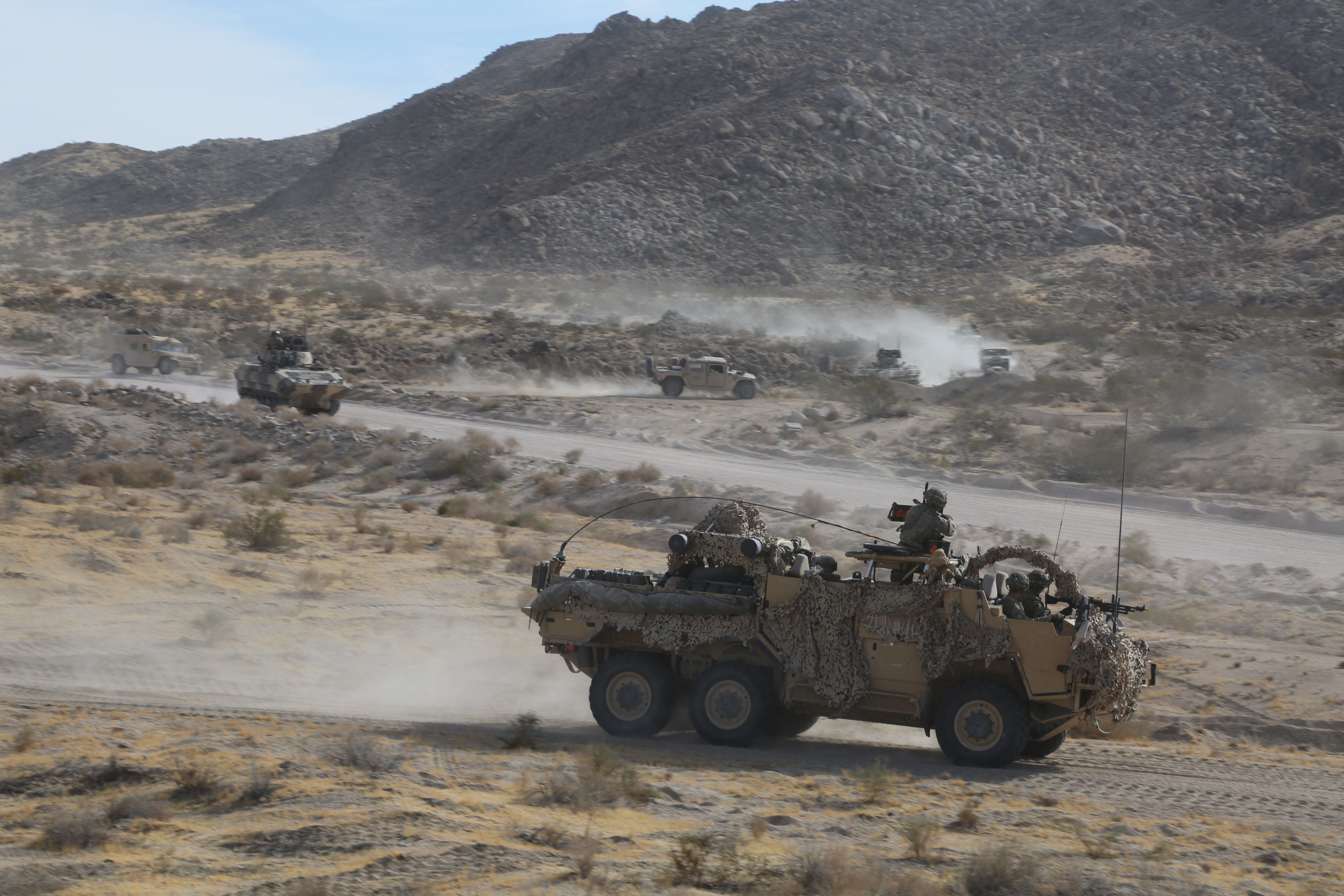
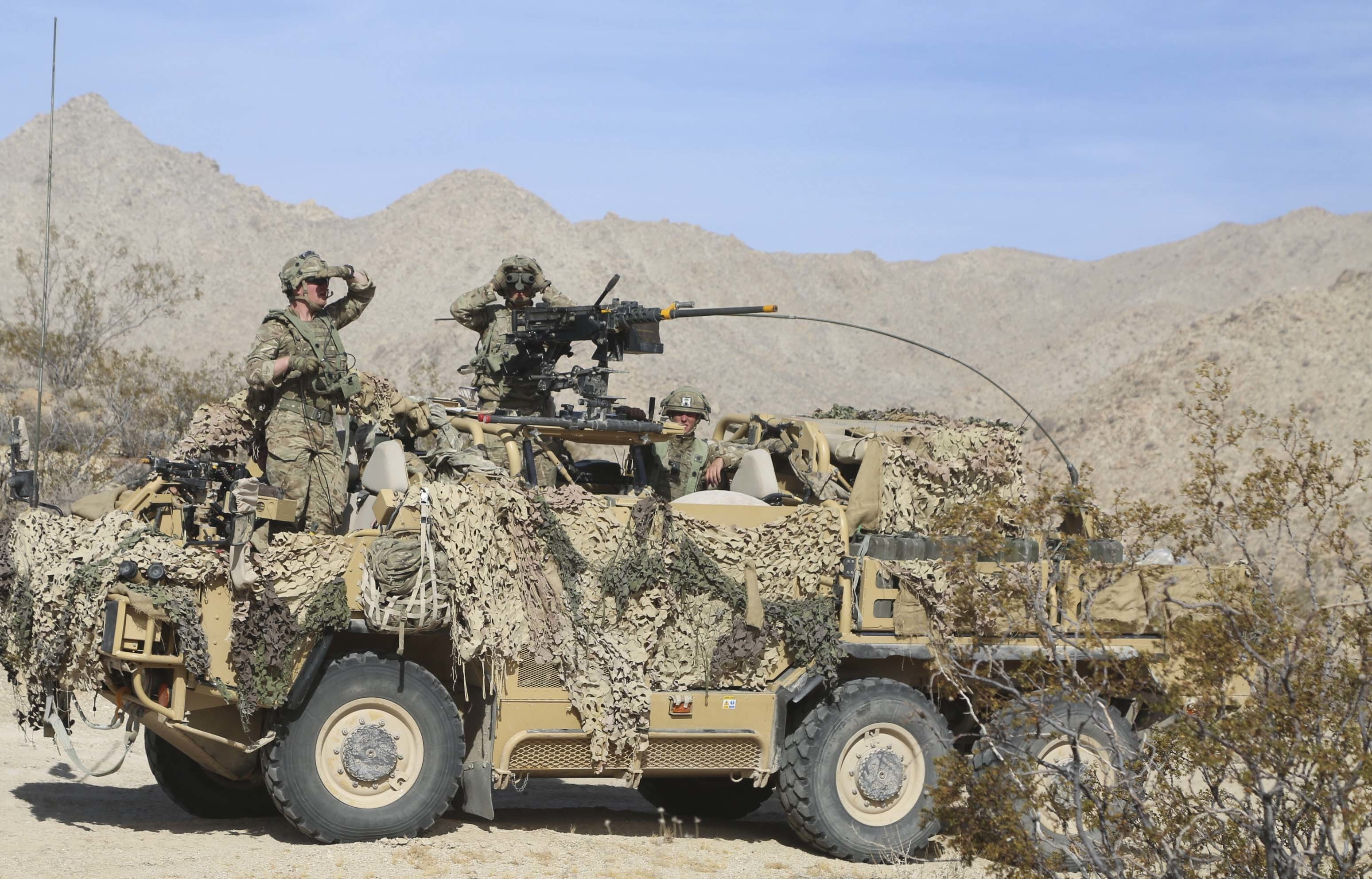
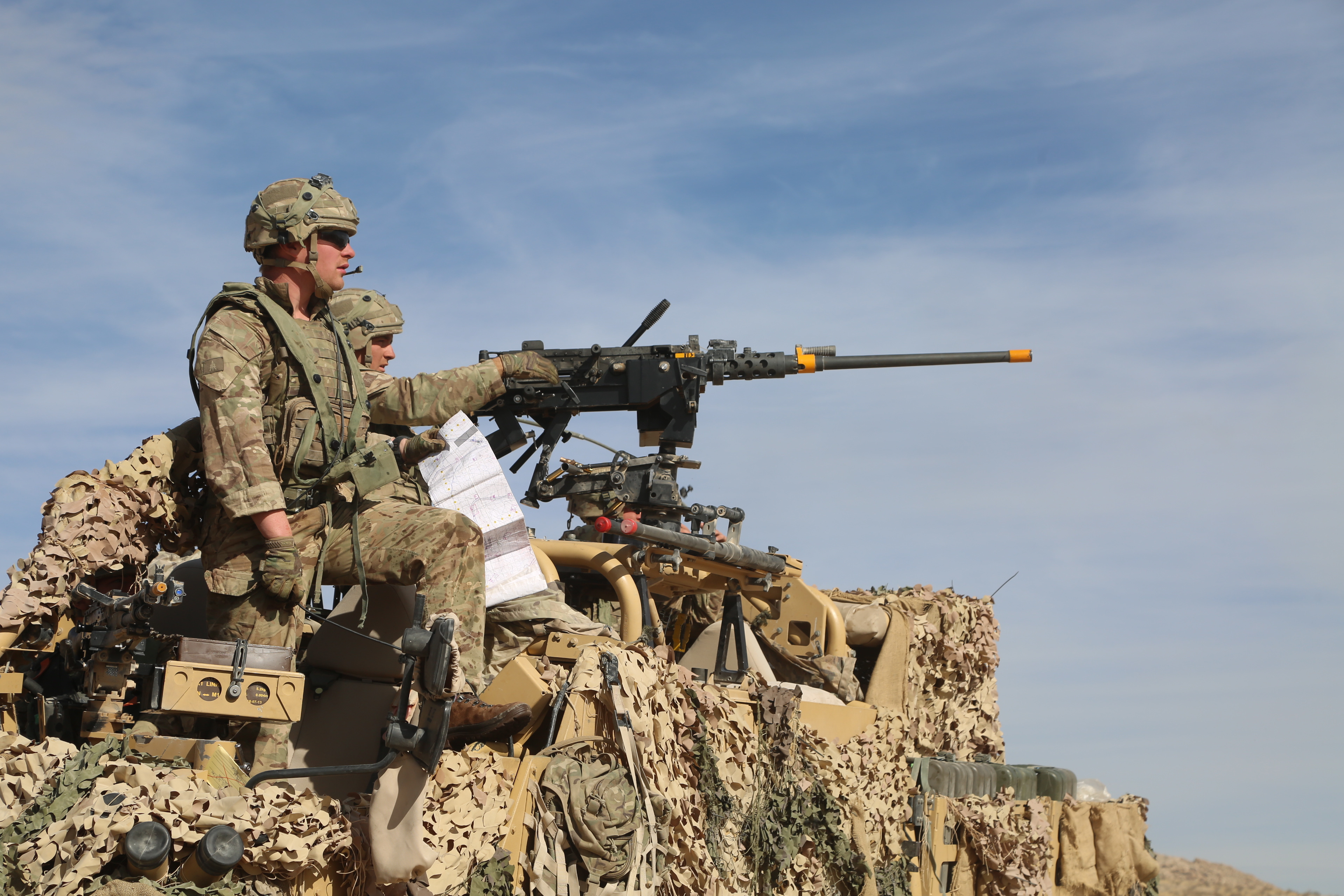